# Кусма (Виру)
Кусма (ест. Kusma) — село в Естонії, входить до складу волості Виру, повіту Вирумаа.